# Intrigo a Damasco
Intrigo a Damasco (Inescapable) è un film del 2012 scritto e diretto da Ruba Nadda, con protagonisti Alexander Siddig, Joshua Jackson e Marisa Tomei.

## Trama
Un pomeriggio, mentre era al lavoro, Adib riceve una notizia devastante: la figlia maggiore Muna è scomparsa a Damasco. Così dopo più di 30 anni, Adib deve tornare in Siria per cercare la figlia, correndo pericoli per il suo segreto passato.

## Produzione
Le riprese si sono svolte dall'8 febbraio al 15 marzo 2012.
Il film ottiene un budget di circa 6 milioni di dollari.

## Promozione
Il primo trailer ufficiale viene pubblicato online il 12 agosto 2012.

## Distribuzione
Il film viene presentato nel settembre 2012 al Toronto International Film Festival.